# Gilles Tremblay (Komponist)

Gilles Tremblay

Gilles Léonce Tremblay, OQ (* 6. September 1932 in Arvida (heute Stadtteil von Saguenay/Québec); † 27. Juli 2017) war ein kanadischer Komponist und Musikpädagoge.

## Leben und Wirken
Tremblay nahm Privatunterricht bei Jocelyne Binet, Isabelle Delorme, Jean Papineau-Couture und Edmond Trudel und studierte von 1949 bis 1954 am Conservatoire de musique du Québec bei Claude Champagne und Germaine Malépart. Daneben besuchte er Anfang der 1950er Jahre Sommerkurse an der Marlboro School of Music in Vermont und studierte 1953 Musikgeschichte bei Jean Vallerand an der Universität Montreal.
Von 1954 bis 1957 studierte Tremblay am Conservatoire de Paris bei Yvonne Loriod und Olivier Messiaen, zugleich erlernte er das Ondes-Martenot-Spiel bei dessen Erfinder Maurice Martenot und vertiefte seine Kenntnisse der elektroakustischen Instrumente bei den Darmstädter Sommerkursen unter Karlheinz Stockhausen.
1957–58 studierte er Kontrapunkt bei Andrée Vaurabourg-Honegger. In den folgenden Jahren nahm er an den Aufnahmen der Groupe de recherches musicales unter Pierre Schaeffer beim ORTF teil. 1960 besuchte er erneut Kurse in Darmstadt bei Pierre Boulez und Henri Pousseur.
Seit 1961 unterrichtete er am Conservatoire de musique du Québec. Er schrieb in den 1960er Jahren Manuskripte und Musik für verschiedene Sendereihen der CBC (aroles de poètes, L’Homme américain, Festivals). Für die Musik des Pavillons von Québec bei der Expo 67 erhielt er den Prix de musique Calixa-Lavallée.
Er war in den Folgejahren Mitglied in den Jurys verschiedener internationaler Musikwettbewerbe, unternahm Konzertreisen und war zwanzig Jahre lang Vorstandsmitglied des Komponistenverbandes von Québec. 1991 wurde er zum Offizier des Ordre national du Québec ernannt.

## Werke
- Deux pièces pour piano: ‘Phases’, ‘Réseaux’., 1956–58
- Exercise I, 1959
- Exercise II, 1960
- Cantique de durées für sieben Instrumentalgruppen, 1960
- Mobile für Violine und Klavier, 1962
- Kékoba für Sopran, Mezzosopran, Tenor, Schlagzeug und Ondes Martenot, 1965
- Champs I für zwei Klaviere und Schlagzeug, 1965, 1969
- Centre-élan, 1967
- Sonorisation du Pavillon du Québec, 1967
- Souffles (Champs II) für zwei Flöten, Oboe, Klarinette, Horn, zwei Trompeten, zwei Posaunen, Schlagzeug, Kontrabass und Klavier, 1968
- Vers (Champs III) für zwei Flöten, Klarinette, Trompete, Horn, drei Violinen, Kontrabass und Schlagzeug, 1969
- Dimension Soleils, Filmmusik, 1970
- ".. le sifflement des vents porteurs de l’amour..." für Flöte, Schlagzeug und Mikrophone, 1971
- Solstices (ou Les jours et les saisons tournent) für ein bis vier Solistengruppen, 1971
- Jeux de solstices für Orchester, 1974
- Oralléluiants für Sopran, Flöte, Bassklarinette, Horn, drei Kontrabässe, Schlagzeug und Mikrophone, 1975
- Fleuves für Orchester, Klavier und Schlagzeug, 1976
- Traçantes für Klavier, 1976
- Vers le soleil für Orchester, 1978
- Compostelle I für achtzehn Instrumente, 1978
- Le Signe du lion, 1981
- DZEI (Voies de feu) für Sopran, Flöte, Bassklarinette, Klavier und Schlagzeug, 1981
- Envoi für Klavier und fünfzehn Instrumente, 1983
- Envol für Flöte, 1984
- Triojubilus 'À Raphaël, für Flöte, Harfe und Kuhglocken, 1985
- Les Vêpres de la Vierge für gemischten Chor, Sopran und Instrumentalensemble, 1986
- Un 9 für zwei Trompeten und Schlagzeug, 1987
- Katadrone (Contrecri) für Orchester, 1988
- Cèdres en voiles für Gesang, 1989
- Musique du feu für Klavier und Orchester, 1991